# Стожер
Сто́жер (болг. Стожер) — село в Добрицькій області Болгарії. Входить до складу общини Добричка.

## Населення
За даними перепису населення 2011 року у селі проживали 1326 осіб.
Національний склад населення села:
| Національність   | Кількість осіб | Відсоток |
| ---------------- | -------------- | -------- |
| болгари          | 723            | 64,4%    |
| турки            | 206            | 18,4%    |
| цигани           | 104            | 9,3%     |
| Всього відповіли | 1122           |          |

Розподіл населення за віком у 2011 році:
Динаміка населення: